# Dactylorhiza euxina
Dactylorhiza euxina là một loài thực vật có hoa trong họ Lan. Loài này được (Nevski) Czerep. mô tả khoa học đầu tiên năm 1981.